# Бэрэску, Аурика
Аурика Бэрэску (рум. Aurica Bărăscu; род. 21 сентября 1974, Nicorești, Галац) — румынская гребчиха, выступавшая за сборную Румынии по академической гребле в период 1996—2012 годов. Чемпионка летних Олимпийских игр в Афинах, чемпионка мира и Европы, победительница и призёрка многих регат национального значения.

## Биография
Аурика Бэрэску родилась 21 сентября 1974 года в коммуне Никорешти, жудец Галац, Румыния. Заниматься академической греблей начала в 1991 году, проходила подготовку в Бухаресте в столичном гребном клубе «Стяуа».
Дебютировала в гребле на международной арене в 1996 году, выиграв серебряную медаль в парных двойках на молодёжном Кубке наций в Бельгии.
В 1997 году вошла в основной состав румынской национальной сборной, в парных четвёрках выступила на Кубке мира и на взрослом чемпионате мира в Эгбелете, однако была здесь далека от призовых позиций.
Начиная с 1998 года соревновалась преимущественно в распашных рулевых восьмёрках, в частности в этом сезоне выиграла серебряную медаль на этапе Кубка мира в Мюнхене.
В 1999 году в восьмёрках одержала победу на трёх этапах Кубка мира и на мировом первенстве в Сент-Катаринсе.
Благодаря череде удачных выступлений удостоилась права защищать честь страны на летних Олимпийских играх 2000 года в Сиднее, однако попасть здесь в число призёров не смогла — в программе парных четвёрок сумела квалифицироваться лишь в утешительный финал B и расположилась в итоговом протоколе соревнований на девятой строке. Кроме того, в этом сезоне побывала на чемпионате мира в Загребе, откуда привезла награду бронзового достоинства, выигранную в распашных безрульных четвёрках.
В 2001 году в восьмёрках была лучшей на этапе Кубка мира в Севилье, тогда как на мировом первенстве в Люцерне стала серебряной призёркой, уступив в финале экипажу из Австралии.
На этапах Кубка мира 2002 года в той же дисциплине добавила в послужной список две серебряные медали и одну бронзовую, в то время как на чемпионате мира в Севилье финишировала четвёртой.
В 2003 году в восьмёрках взяла серебро на мировом первенстве в Милане, где пересекла финишную черту позади команды из Германии.
Находясь в числе лидеров гребной команды Румынии, благополучно прошла отбор на Олимпийские игры 2004 года в Афинах. В составе экипажа, куда также вошли гребчихи Вьорика Сусану, Родика Флоря, Элисабета Липэ, Лильяна Гафенку, Йоана Кристина Папук, Джорджета Дамьян, Дойна Игнат и рулевая Елена Джорджеску, в решающем финальном заезде пришла к финишу первой, опередив ближайших преследовательниц из Соединённых Штатов почти на две секунды, и тем самым завоевала золотую олимпийскую медаль.
После афинской Олимпиады Бэрэску осталась в составе румынской национальной сборной и продолжила принимать участие в крупнейших международных регатах. Так, в 2007 году в восьмёрках она одержала победу на чемпионате Европы в Познани и выиграла серебряную медаль на чемпионате мира в Мюнхене, где уступила только титулованным американским спортсменкам.
Последний раз показывала сколько-нибудь значимые результаты на международном уровне в сезоне 2012 года, когда в восьмёрках стала серебряной призёркой на этапе Кубка мира в Белграде. Вскоре по окончании этого сезона приняла решение завершить спортивную карьеру.